# Теория малых дел
теория малых дел— политическая концепция, возникшая в среде российского народничества в 1880-х годах. Согласно этой теории, возникшей в ответ на неудачу «хождения в народ», разгром властями «Народной воли» и общую атмосферу реакции периода Александра III, интеллигенции предлагалось помогать крестьянам в их повседневных делах, работая учителями, врачами, земскими служащими, чтобы облегчить положение трудящихся и постепенно приблизить изменения в Российской империи. Таким образом, она противопоставлялась теории больших дел, революционных свершений и радикальных преобразований.
Была впервые сформулирована на страницах либерально-народнической газеты «Неделя» публицистом Яковом Васильевичем Абрамовым (отсюда другое название течения — «абрамовщина»). Её поддержали и развивали такие либеральные народники, как И. И. Каблиц, С. Н. Южаков, С. Н. Кривенко. Они призывали молодую интеллигенцию идти «служить народному благу» в земские учреждения и выдвигали программу улучшения экономического положения народа, например, путём организации народного кредита и страхового дела. В сельском хозяйстве предлагали создавать «культурные» колонии, содействовать крестьянам в покупке земель и распространять улучшенные земледельческие орудия.
Отрицая «всякое насильственное улучшение общественных форм» и проповедуя «тихую культурную работу» на легальной почве, сторонники «теории малых дел» считали это единственной оптимальной формой достижения прогресса, а революционную деятельность — нецелесообразной и вредной (таким образом, стремились стремились отвлечь от неё передовые силы общества). Однако в начале 1890-х общество опять склонилось к коренным изменениям, и в теряющей популярность «теории малых дел» стали видеть результат временного отлива прогрессивного движения в период реакции 1880-х.

## Современное использование
В современной российской политике — действия, направленные на благоустройство, изменение ситуации на низовом уровне (благоустройство парка, борьба с незаконной застройкой и т. п.) в противовес действиям на высоком политическом уровне, преследующие собой цель подготовить почву для демократических преобразований в России. Пик распространения практик в рамках теории пришелся на первую половину 2010-х как результат провала протестов зимы 2011—2012 гг. и репрессий в отношении политизированных граждан.
Точного аналога в иных странах неизвестно.

Теория критикуется за неспособность вызвать системные изменения: 
Все проекты в рамках теории малых дел, начиная от сбора каких-нибудь батареек или мусора и заканчивая многими видами благотворительности, обычно либо вообще ничего не решают, либо решают одну конкретную проблему, которая при взгляде на общую ситуацию не влияет на неё почти никак.
Если вы живёте в Твери и собрали мусор в своём дворе, то вы не сделали вообще ничего. У вас весь город в пыли и грязи по многим сложным причинам, ваш двор завтра покроется таким же слоем и ваша работа внесла ровно нулевой вклад в дело чистоты города Тверь.
Если вы ездите раз в месяц в детский дом и помогаете там детям, то вы делаете очень хорошее дело, но в России больше 2000 детских домов, в 1999 из них никто не побывал (или если это станет модным, то в 200 из них кто-то побывает, а в 1800 нет).
И чистота города Тверь, и улучшение ситуации с детскими домами наступят не тогда, когда обычный гражданин пойдёт и своими руками сделает непрофильное для себя доброе дело. Улучшение произойдёт тогда, когда государственный аппарат начнёт работать эффективно и решать эти проблемы имеющимися у него ресурсами. Пока он их не решает, а создаёт.
Опыт огромного количества людей и здравый смысл говорят о том, что если вы в условиях плохой системы пытаетесь решать маленькие проблемы, то вы не достигаете ничего. Это совершенно бесполезно, не надо тратить своё время на маленькие полезные дела.
Максим Кац, 16 октября 2014 г.
Со второй половины 2010х утратила свою популярность в России.